# Кошаки
Кошаки (словен. Košaki) су некадашње насеље у општини Марибор, Подравска регија, Словенија.

## Историја
До територијалне реорганизације у Словенији били су у саставу старе општине Марибор. Године 2008. насеље је укинуто и припојено насељу Марибор.

## Становништво
| Број становника према пописима | Број становника према пописима |
| ------------------------------ | ------------------------------ |
| 1991                           | 2002                           |
| 980                            | 981                            |

Напомена: Године 2008. припојен насељу Марибор.